# Diphyllostoma
Diphyllostoma (лат.) — род жуков, выделяемый в монотипное семейство Diphyllostomatidae. Известны три вида, которые встречаются только на западных берегах штата Калифорния в США. Естественная история группы плохо изучена, личинки неизвестны.

## Описание
Имаго длиной 5—9 мм. Тело удлинённоовальное, окрашено в коричневый или красновато-коричневый цвет, без металлического отблеска. Голова прогнатическая (направлена вперёд). Усики прямые, не коленчатые, 10-члениковые с тёхчлениковой булавой, все членики которой мелковолосистые. Взрослые самки нелетающие и имеют рудиментарные крылья. Первоначально группа была помещена в семейство Lucanidae (1901 год), и позже эта точка зрения получила широкое признание. Лишь в 1972 году Холловэй переместила этот род из Lucanidae и предложила новое семейство: Diphyllostomatidae Holloway 1972. Она указала следующие внешние признаки, исключая Diphyllostoma от Lucanidae: (1) брюшко с семью вентритами, (2) заднее крыло с единственной обособившейся ветвью второй анальной жилки, (3) средние и задние голени с косым гребнем шипиков на внешней стороне, а также бахрома из шипиков на вершине, (4) длинные членики лапок, особенно первый и пятый.

## Систематика
Систематическое положение группы дискуссионно. Основываясь на сравнительных исследованиях, Холловэй в 1972 предположила, что Diphyllostomatidae могут быть наиболее тесно связаны с семейством Geotrupidae. Браун (1993), Шольц (1990) и Браун и Шольц (1995) выдвинули гипотезу, что Diphyllostomatidae являются сестринской группой Lucanidae. Недавнее молекулярное исследование (Kim & Farrell 2015) предполагает, что Diphyllostomatidae находится внутри Lucanidae s.l. Если это будет таксономически принято, таксон семейства отпадет. В качестве альтернативы, Lucanidae с исключением Diphyllostomatidae были бы парафилетическими.